# Donald Randolph
Donald Randolph (Città del Capo, 5 gennaio 1906 – Los Angeles, 16 marzo 1993) è stato un attore statunitense.
Ha recitato al cinema e in televisione. Lo si ricorda per l'interpretazione di Luis Uribe nel film Topaz (1969) di Alfred Hitchcock.

## Filmografia parziale

### Cinema
- La telefonista della Casa Bianca (For the Love of Mary), regia di Frederick De Cordova (1948)
- La maschera dei Borgia (Bride of Vengeance), regia di Mitchell Leisen (1949)
- Viva Robin Hood (Rogues of Sherwood Forest), regia di Gordon Douglas (1950)
- L'aquila del deserto (The Desert Hawk), regia di Frederick De Cordova (1950)
- I ragni della metropoli (Gambling House), regia di Ted Tetzlaff (1951)
- 14ª ora (Fourteen Hours), regia di Henry Hathaway (1951)
- Il principe ladro (The Prince Who Was a Thief), regia di Rudolph Maté (1951)
- I 10 della legione (Ten Tall Men), regia di Willis Goldbeck (1951)
- La calata dei mongoli (The Golden Horde), regia di George Sherman (1951)
- Salvate il re (The Brigand), regia di Phil Karlson (1952)
- Destinazione Budapest (Assignment - Paris!), regia di Robert Parrish (1952)
- Notte di perdizione (Night Without Sleep), regia di Roy Ward Baker (1952)
- Il dominatore del Texas (Gunsmoke), regia di Nathan Juran (1953)
- La sposa sognata (Dream Wife), regia di Sidney Sheldon (1953)
- Occhio alla palla (The Caddy), regia di Norman Taurog (1953)
- The All American (All American), regia di Jesse Hibbs (1953)
- Il mostro delle nebbie (The Mad Magician), regia di John Brahm (1954)
- Giocatore d'azzardo (The Gambler from Natchez), regia di Henry Levin (1954)
- Gli ussari del Bengala (Khyber Patrol), regia di Seymour Friedman (1954)
- Le avventure di Hajji Babà (The Adventures of Hajji Baba), regia di Don Weis (1954)
- Phffft... e l'amore si sgonfia (Phffft), regia di Mark Robson (1954)
- Il calice d'argento (The Silver Chalice), regia di Victor Saville (1954)
- Furia indiana (Chief Crazy Horse), regia di George Sherman (1955)
- Il figlio di Sinbad (Son of Sinbad), regia di Ted Tetzlaff (1955)
- La maschera di porpora (The Purple Mask), regia di H. Bruce Humberstone (1955)
- L'arma del ricatto (Over-Exposed), regia di Lewis Seiler (1956)
- I corsari del grande fiume (The Rawhide Years), regia di Rudolph Maté (1956)
- La mantide omicida (The Deadly Mantis), regia di Nathan H. Juran (1957)
- Una ragazza e una pistola (My Gun Is Quick), regia di Victor Saville (1957)
- Cowboy, regia di Delmer Daves (1958)
- Topaz, regia di Alfred Hitchcock (1969)

### Televisione
- Crossroads – serie TV, episodio 1x11 (1955)
- Wire Service – serie TV, episodio 1x27 (1956)
- The 20th Century-Fox Hour – serie TV, episodio 1x15 (1956)
- Goodyear Theatre – serie TV, episodio 2x06 (1958)
- Have Gun - Will Travel – serie TV, episodio 1x37-4x25 (1958-1961)
- Yancy Derringer – serie TV, episodio 1x19 (1959)
- Scacco matto (Checkmate) – serie TV, episodio 1x19 (1961)
- Gli inafferrabili (The Rogues) – serie TV, episodio 1x02 (1964)

## Doppiatori italiani
- Amilcare Pettinelli in Phffft... e l'amore si sgonfia
- Sandro Ruffini in L'aquila del deserto
- Renato Turi in La mantide omicida
- Augusto Marcacci in Salvate il re
- Bruno Persa in Furia indiana
- Giuseppe Fortis in Topaz
- Mario Pisu in Cowboy